# Liste der Naturdenkmale in Haslach im Kinzigtal
| Naturdenkmale | Anzahl |
| ------------- | ------ |
| FND           | 4      |
| END           | 13     |
| Gesamt        | 17     |

Die Liste der Naturdenkmale in Haslach im Kinzigtal nennt die verordneten Naturdenkmale (ND) der im baden-württembergischen Ortenaukreis liegenden Stadt Haslach im Kinzigtal. In Haslach im Kinzigtal gibt es insgesamt 17 als Naturdenkmal geschützte Objekte, davon vier flächenhafte Naturdenkmale (FND) und 13 Einzelgebilde-Naturdenkmale (END).
Stand: 31. Oktober 2016.

## Flächenhafte Naturdenkmale (FND)
| Name                     | Bild | Kennung     | Einzelheiten         | Position | Fläche Hektar | Datum         |
| ------------------------ | ---- | ----------- | -------------------- | -------- | ------------- | ------------- |
| Heiliger Brunnen         |      | 83170400005 | Haslach im Kinzigtal | ???      | 0,3           | 29. Aug. 1963 |
| Hirschfelsen             |      | 83170400003 | Haslach im Kinzigtal | ???      | 0,3           | 29. Aug. 1963 |
| Katzenstein              |      | 83170400001 | Haslach im Kinzigtal | ???      | 0,2           | 29. Aug. 1963 |
| Teufelskanzel            |      | 83170400004 | Haslach im Kinzigtal | ???      | 0,0           | 29. Aug. 1963 |
| Legende für Naturdenkmal |      |             |                      |          |               |               |

## Einzelgebilde (END)
| Name                     | Bild | Kennung     | Einzelheiten         | Position | Fläche Hektar | Datum         |
| ------------------------ | ---- | ----------- | -------------------- | -------- | ------------- | ------------- |
| Alte Eiche               |      | 83170400007 | Haslach im Kinzigtal | ???      | 0,0           | 9. Okt. 1964  |
| Hoflinde                 |      | 83170400002 | Haslach im Kinzigtal | ???      | 0,0           | 29. Aug. 1963 |
| Kastanienallee           |      | 83170400010 | Haslach im Kinzigtal | ???      | 0,0           | 14. Nov. 1994 |
| Platanengruppe           |      | 83170400009 | Haslach im Kinzigtal | ???      | 0,0           | 14. Nov. 1994 |
| Waldteufelseiche         |      | 83170400006 | Haslach im Kinzigtal | ???      | 0,0           | 29. Aug. 1963 |
| 1 Blutbuche              |      | 83170400012 | Haslach im Kinzigtal | ???      | 0,0           | 14. Nov. 1994 |
| 1 Große Eiche            |      | 83170400013 | Haslach im Kinzigtal | ???      | 0,0           | 14. Nov. 1994 |
| 1 Große Fichte           |      | 83170400015 | Haslach im Kinzigtal | ???      | 0,0           | 14. Nov. 1994 |
| 1 Mammutbaum             |      | 83170400014 | Haslach im Kinzigtal | ???      | 0,0           | 14. Nov. 1994 |
| 1 Platane                |      | 83170400008 | Haslach im Kinzigtal | ???      | 0,0           | 14. Nov. 1994 |
| 1 Platane                |      | 83170400016 | Haslach im Kinzigtal | ???      | 0,0           | 14. Nov. 1994 |
| 2 Trauerweiden           |      | 83170400017 | Haslach im Kinzigtal | ???      | 0,0           | 14. Nov. 1994 |
| 4 Trauerweiden           |      | 83170400011 | Haslach im Kinzigtal | ???      | 0,0           | 14. Nov. 1994 |
| Legende für Naturdenkmal |      |             |                      |          |               |               |